# Independence Stadium (Zambia)
Independence Stadium – wielofunkcyjny stadion w Lusace, w Zambii przeznaczony głównie do piłki nożnej i lekkoatletyki.